# 3624 Mironov
3624 Mironov је астероид главног астероидног појаса са средњом удаљеношћу од Сунца која износи 2,357 астрономских јединица (АЈ).
Апсолутна магнитуда астероида је 13,6.